# Émile Egger

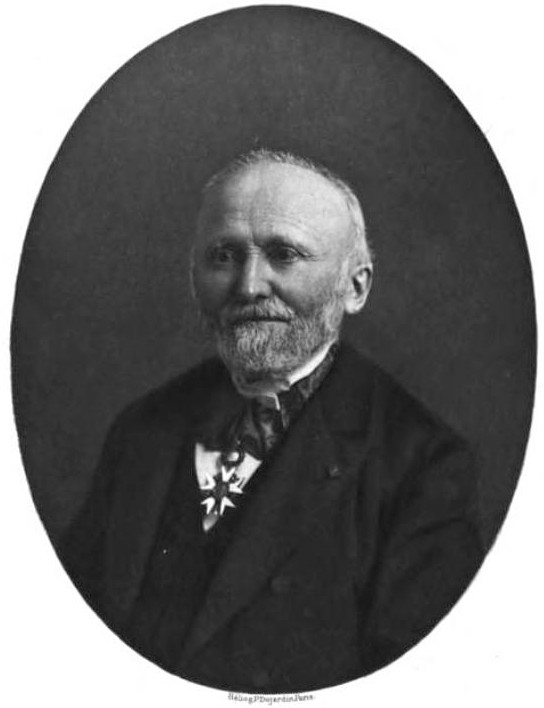
Fotografie Émile Eggers

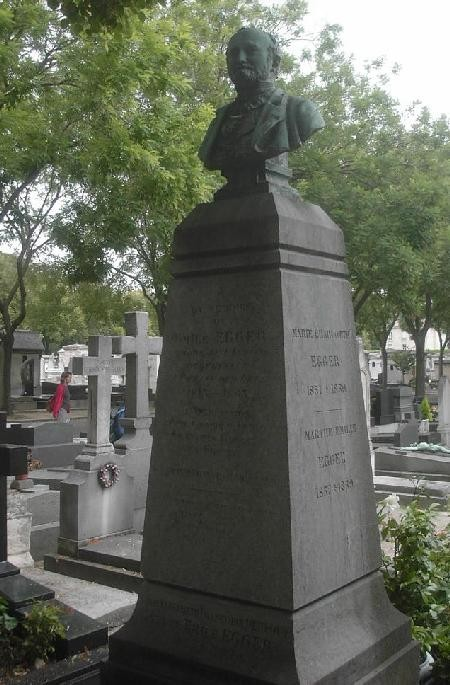
Grab Émile Eggers auf dem Cimetière du Père-Lachaise

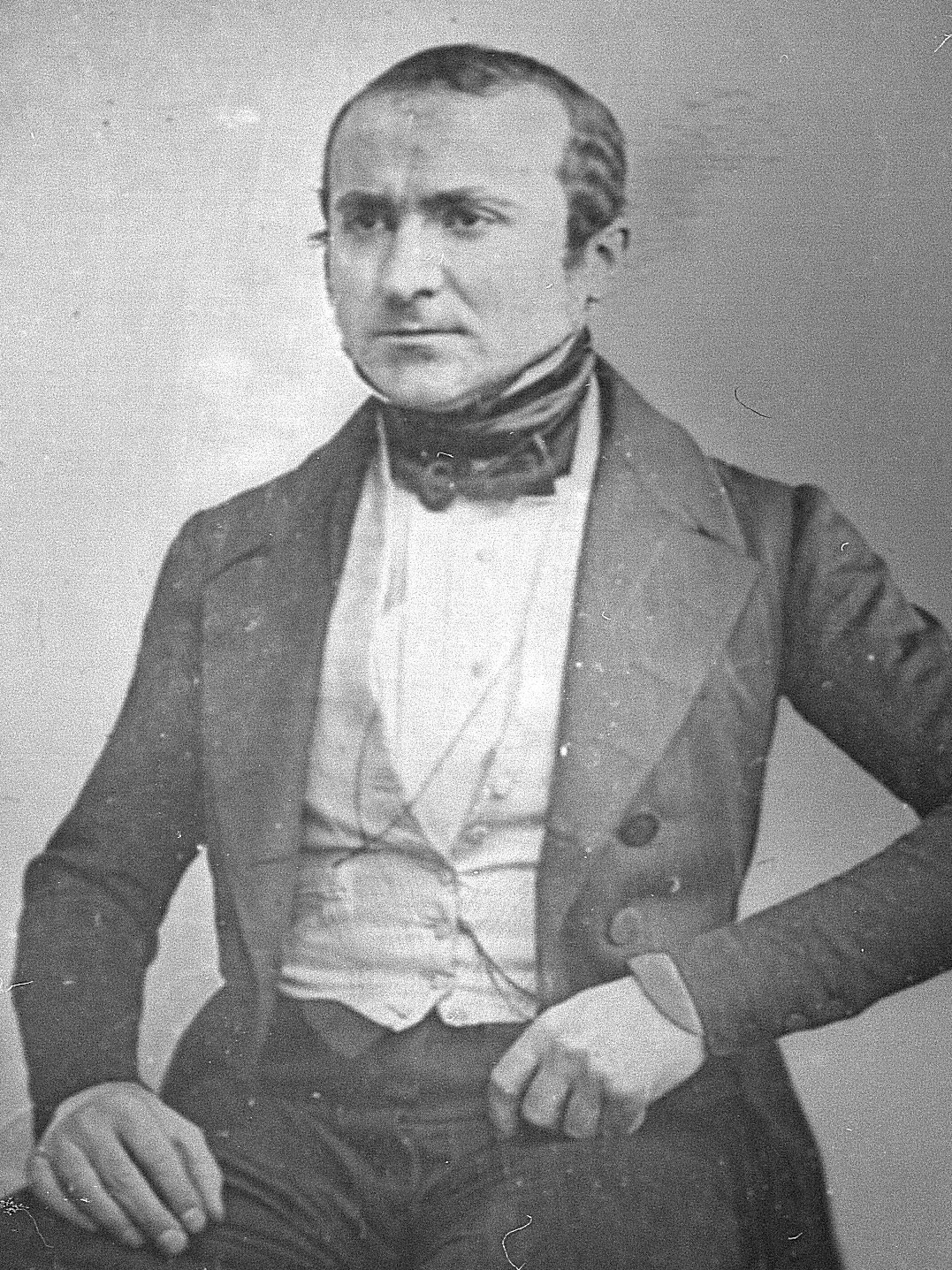
Auguste-Émile Egger, 1844

Auguste-Émile Egger (* 18. Juli 1813 in Paris; † 1. September 1885 ebenda) war ein französischer Gräzist und Professor für griechische Literatur.

## Biographie
Eggers Familie stammte ursprünglich aus Kärnten in Österreich, aus dem damals etwa 2000 Einwohner zählenden Dorf Straßburg. Sein Urgroßvater war dort als Schneidermeister ansässig. Seinen Großvater zog es dann nach Frankreich, wo er in Orléans heiratete und sich niederließ. Dort wurde Émiles Vater, Gaston-Maximilien, geboren. Durch den Militärdienst kam dieser in den Wirren der Französischen Revolution 1797 nach Paris, wo er Anne-Victurnienne Decors heiratete und sich als Tapissier niederließ. Die beiden hatten sechs Kinder, von denen vier schon jung starben. Nur Egger und seine ältere Schwester Anne-Ida überlebten.
Eggers Vater war aber nicht nur Tapissier, sondern entwickelte auch Prothesen, beschäftigte sich mit Heißluftballons und erfand ein klappbares Zelt, das 1827 auf der Exposition des produits de l’industrie française vorgestellt wurde. Egger assistierte seinem Vater bei der Vorstellung des Zeltes in einem der Höfe des Louvre und führte den Mechanismus vor. Er half seinem Vater auch bei der Entwicklung eines neuen Typs der Windmühle.
Ab 1823 ging Egger als Externer auf das Lycée Saint-Louis, das er mit Bravour bewältigte. Dort zeichnete er sich in den Fächern Geschichte, Mathematik, Französisch und Latein aus, aber bemerkenswerterweise war er in Griechisch eher mittelmäßig. Als 1830 Eggers Vater starb, fiel die Familie in Armut und seine Mutter brachte die Familie mit Handarbeiten durch. Egger musste die Schule verlassen, führte aber seine Studien eigenständig fort, um 1831 am Lycée Henri IV sein Baccalauréat abzulegen. Es folgte ein Studium an der École normale supérieure, wo er vor allem Literaturstudien betrieb. Er besuchte aber auch naturwissenschaftliche Vorlesungen bei Louis Jacques Thénard, Pierre Louis Dulong und Claude Servais Mathias Pouillet.
1832 erlangte er sein Lizenziat und lehrte anschließend am Lycée Saint-Louis, am Lycée Henri-IV und später am Lycée Charlemagne. Außerdem leitete er zwischen 1831 und 1834 die Repetitionen am Collège de la Marche und dem Institute Vauthier in Latein und Griechisch. Schließlich promovierte Egger 1834 im Alter von 21 Jahren. Egger arbeitete darauf als Lehrer in griechischer Rhetorik und konnte 1838 erstmals die Vorbereitungsklasse für das Baccalauréat am Lycée Charlemagne unterrichten. Im selben Jahr unterrichtete er auch die 10. Klasse am Lycée Henri-IV.
1839 erhielt er dann am Lycée Charlemagne eine auskömmliche Festanstellung, die er bereits 1840 zugunsten einer Dozentenstelle für griechische Grammatik an der École normale supérieure aufgab. Egger heiratete 1844 Élisabeth Dehèque, die Tochter des Gräzisten Félix Désiré Dehèque. Aus dieser Ehe sollten drei Kinder, Ida, Victor und Maximilien, hervorgehen. 1854 erfolgte die Aufnahme Eggers in die Académie des inscriptions et belles-lettres, was ihm ein Jahr später den Lehrstuhl für griechische Literatur an der Faculté des lettres de Paris einbrachte, den er bis zu seinem Tod innehaben sollte. Seit 1869 war er assoziiertes Mitglied der Académie royale des Sciences, des Lettres et des Beaux-Arts de Belgique. Die Russische Akademie der Wissenschaften in Sankt Petersburg nahm ihn 1876 als korrespondierendes Mitglied auf.
1879 wurde Egger zum Kommandeur der Ehrenlegion ernannt.

## Werke (Auszug)
- De l’influence du papyrus égyptien sur le développement de la littérature grecque, 1842
- Examen critique des historiens anciens de la vie et du règne d’Auguste, 1844
- Apollonius Dyscole : essai sur l’histoire des théories grammaticales dans l’antiquité, 1854
- Mémoires d’histoire ancienne et de philologie, 1863
- Études historiques sur les traités publics chez les Grecs et chez les Romains, 1866